# О’Дауд, Крис
Кри́стофер О’Да́уд (англ. Christopher O'Dowd; род. 9 октября 1979, Бойл, Роскоммон, Ирландия) — ирландский актёр. Лауреат и номинант ряда престижных премий, в том числе «Эмми».

## Карьера
Родился и вырос в Бойле, графство Роскоммон. После неудачи с получением степени в Университетском колледже Дублина, переехал в Англию для обучения в Лондонской академии музыкального и драматического искусства. С 2006 по 2010 год (дополнительный спецвыпуск — 2013 год) играл в сериале «Компьютерщики». Также снимался в «BBC 2’s», «Roman’s Empire», «Red Cap» и был награждён за документальную драму «The Year London Blew Up». Выступал на ирландском телевидении, играя главные роли в драме «The Clinic» и драме «Showbands» вместе с Керри Катона. В 2008 году появился в фильме «Как потерять друзей и заставить всех тебя ненавидеть», где сыграл незначительные роли.
О’Дауд также снялся в ряде фильмов, включая фильмы фестиваля 2005, где он играл комика Tommy O’Dwyer, роль, за которую он получил премию «Scottish BAFTA», и небольшую роль в фильме «Вера Дрейк».
В 2009 году принял участие в фильме «Часто задаваемые вопросы о путешествиях во времени», научно-фантастической комедии с Марком Вуттоном, Дином Ленноксом Келли и Анной Фарис. Он исполнил одну из главных ролей (Liam) в немецком фильме «Добро пожаловать в отель» в 2007 году.
Сыграл одну из ролей в фильме «Рок-волна» 2009 года. Фильм навеян историей Offshore Pirate Radio Caroline. О’Дауд играет Саймона, утреннего DJ станции. «Утренним DJ на Radio Caroline в то время был Тони Блэкберн, так что определенно элемент его характера в нём присутствовал», — говорит О’Дауд. А потом он (О’Дауд) позвонил различным ирландским диджеям, которые могли быть современниками Тони Блэкберна, и несколько других людей.
О’Дауд вместе с Сиенной Миллер снялся в фильме «Хиппи Хиппи Шейк», в котором рассказывается о новаторских журналах 60-х. Эта публикация была предшественником целого поколения мужских журналов. О’Дауд играет Феликса Денниса, который позже станет издателем журнала «Maxim». Центр истории — непристойность на суде. В реальной жизни О’Дауда защищает Джон Мортимер. В рамках подготовки к роли О’Дауд встретился с Деннисом. «Он был невероятно харизматичный мужчина», — заявил О’Дауд.
В апреле 2009 года было объявлено, что О’Дауд был выбран на кастингах в ремейк «Путешествия Гулливера». В фильме снимались Джек Блэк (Гулливер), Эмили Блант (принцесса) и Джейсон Сигал (Горацио). «Это съемка Pinewood с конца апреля», — сказал О’Дауд, после объявления его участия (коротышка). «Я просто возвращаюсь в Англию, чтобы научиться ездить на лошади… Я вообще в армии, так что будет немного верховой езды. Я думаю, это будет очень весело, хотя, мы выучим все виды сразу — Джейсон и Джеком должны учиться тоже».
О’Дауд появился в фильме «Never Mind The Buzzcocks» (21 сезон, эпизод 11).
Он снялся в новом сериале канала Comedy ITV2 под названием «FM» вместе с Кевином Бишопом и Ниной Сосаньей.
В 2014 году О’Дауд сыграл умственно отсталого, но сильного парня Ленни в спектакле по повести Джона Стенбейка «О мышах и людях» его партнером на сцене был Джеймс Франко.
В 2012 году за роль Дэйва Лавлейса в фильме The Sapphires получил награду Австралийской академии телевидения и кинематографа как лучший артист в главной роли.
С 2017 года исполняет главную роль (Майлз Дейли) в сериале «Достать коротышку».
За роль Тома в мини-сериале «Семейный брак» (State of the Union) был удостоен премии «Эмми» за лучшую мужскую роль в короткометражном комедийном или драматическом сериале (2019 год).

## Личная жизнь
C 2012 года О’Дауд женат на писательнице Дон Портер. После замужества Портер сменила свою фамилию на О’Портер. У них есть два сына — Артур (род. январь 2015) и Валентин (род. июль 2017).

## Фильмография
| Год       |    | Русское название                                     | Оригинальное название                        | Роль                             |
| --------- | -- | ---------------------------------------------------- | -------------------------------------------- | -------------------------------- |
| 2003      | с  | Red Cap                                              | Бэрни Мэдокс                                 |                                  |
| 2003      | ф  | Заговор тишины                                       | Conspiracy of Silence                        | Джеймс                           |
| 2003—2005 | с  | Клиника                                              | The Clinic                                   | Брендан Давенпорт                |
| 2004      | ф  | Вера Дрейк                                           | Vera Drake                                   | Заказчик Сида                    |
| 2005      | ф  | Фестиваль                                            | Festival                                     | Томми О'Двеер                    |
| 2006      | с  | Доктор Мартин                                        | Doc Martin                                   | Джонатан Крайзер                 |
| 2006—2013 | с  | Компьютерщики                                        | The IT Crowd                                 | Рой Треномен                     |
| 2007      | ф  | Добро пожаловать в отель                             | Hotel Very Welcome                           | Лиам                             |
| 2007      | с  | Roman's Empire                                       | Джейс                                        |                                  |
| 2008      | ф  | Как потерять друзей и заставить всех тебя ненавидеть | How to Lose Friends & Alienate People        | Сотрудник редакции журнала       |
| 2009      | ф  | Рок-волна                                            | The Boat That Rocked                         | Саймон «Простой парень» Своффорд |
| 2009      | ф  | Часто задаваемые вопросы о путешествиях во времени   | Frequently Asked Questions About Time Travel | Рей                              |
| 2009      | с  | FM                                                   | Линдси Кэрол                                 |                                  |
| 2010      | ф  | Хиппи Хиппи Шейк                                     | Hippie Hippie Shake                          | Феликс Деннис                    |
| 2010      | ф  | Ужин с придурками                                    | Dinner for Schmucks                          | Марко                            |
| 2010      | с  | Little Crackers                                      | Санта-Клаус                                  |                                  |
| 2010      | ф  | Путешествия Гулливера                                | Gulliver's Travels                           | Эдвард                           |
| 2011      | ф  | Девичник в Вегасе                                    | Bridesmaids                                  | Натан Родос                      |
| 2011      | ф  | Дети сексу не помеха                                 | Friends with Kids                            | Алекс                            |
| 2011—2012 | мс | Гриффины                                             | Family Guy                                   | озвучил                          |
| 2012      | ф  | Это сорок                                            | This is Forty                                | Ронни                            |
| 2012—2015 | с  | Лунный мальчик                                       | Moone Boy                                    | Шон Мерфи                        |
| 2012—2013 | с  | Девчонки                                             | Girls                                        | Томас-Джон                       |
| 2013      | мф | Эпик                                                 | Epic                                         | Граб, улитка                     |
| 2013      | с  | Семейное древо                                       | Family Tree                                  | Том Чедвик                       |
| 2013      | ф  | Двойник                                              | The Double                                   | санитар                          |
| 2013      | мс | Монстры против пришельцев                            | Monsters vs. Aliens                          | Доктор Таракан                   |
| 2013      | ф  | Тор 2: Царство тьмы                                  | Thor: The Dark World                         | Ричард                           |
| 2014      | ф  | Голгофа                                              | Calvary                                      | Джек Бреннан                     |
| 2014      | ф  | Кубинская ярость                                     | Cuban Fury                                   | Дрю                              |
| 2014      | ф  | Святой Винсент                                       | St. Vincent                                  | Брат Джерати                     |
| 2015      | ф  |                                                      | The Program                                  | Дэвид Уолш                       |
| 2016      | ф  | Дом странных детей мисс Перегрин                     | Miss Peregrine's Home for Peculiar Children  | Франклин Портман                 |
| 2017      | ф  | Ван Гог. С любовью, Винсент                          | Loving Vincent                               | почтальон Рулен                  |
| 2017—2019 | с  | Достать коротышку                                    | Get Shorty                                   | Майлз Дейли                      |
| 2018      | ф  | Парадокс Кловерфилда                                 | The Cloverfield Paradox                      | Манди                            |
| 2018      | ф  | Голая Джульетта                                      | Juliet, Naked                                | Дункан                           |
| 2018      | ф  | Мэри Поппинс возвращается                            | Mary Poppins Returns                         | Шеймус, возница                  |
| 2019      | с  | Семейный брак                                        | State of the Union                           | Том                              |
| 2022      | мф | Папин дракон                                         | My Father’s Dragon                           | макака Кван                      |
| 2022      | ф  | Страна снов                                          | Slumberland                                  | Филип                            |
| 2025      | с  | Чёрное зеркало                                       | Black Mirror                                 | Майк                             |